# Nasonovia takala
Nasonovia takala är en insektsart som först beskrevs av Hottes 1933.  Nasonovia takala ingår i släktet Nasonovia och familjen långrörsbladlöss. Inga underarter finns listade i Catalogue of Life.